# Le Thuit-Anger
Le Thuit-Anger är en kommun i departementet Eure i regionen Normandie i norra Frankrike. Kommunen ligger i kantonen Amfreville-la-Campagne som tillhör arrondissementet Bernay. År 2018 hade Le Thuit-Anger 721 invånare.

## Befolkningsutveckling
Antalet invånare i kommunen Le Thuit-Anger
Referens:INSEE